# Stazione di Old Street
La stazione di Old Street è una stazione ubicata al di sotto della rotatoria di Old Street, nel quartiere di Saint Luke's, nel borgo londinese di Islington.

Questa stazione è servita dai servizi dalla metropolitana di Londra e dai treni suburbani transitanti lungo la ferrovia Northern City.

## Storia
La stazione è stata aperta il 17 novembre del 1901, come prolungamento della ferrovia City & South London, la prima ferrovia metropolitana di profondità di Londra, che connetteva la Città di Londra a Southwark. Era parte dell'estensione da Moorgate ad Angel, vicino alla non più esistente stazione di City Road. L'area attorno alla stazione era originariamente una zona industriale, nella quale erano presenti svariate industrie leggere, aree commerciali e magazzini.
La stazione della ferrovia Northern City è stata costruita, in corrispondenza della già esistente stazione della ferrovia City & South London (C&SLR), nel febbraio del 1904 dalla Great Northern & City Railway; quest'ultima costruì dei tunnel dal diametro più largo (grandi quanto bastava per farci passare uno dei treni dell'epoca), con l'intenzione di far passare dalla piattaforma settentrionale i treni diretti a Moorgate, da Finsbury Park.
La galleria della ferrovia C&SL era stata costruita con un diametro più piccolo rispetto alla successiva linea metropolitana e, pertanto, si è reso necessario un allargamento di questa per accomodare i successivi treni dello stock standard: per questi lavori, la tratta tra Euston e Moorgate è stata chiusa dall'8 agosto 1922 al 20 aprile 1924.
Il fabbricato viaggiatori in superficie è stato ricostruito nel 1925 quando sono state installate delle scale mobili che hanno sostituito gli ascensori per l'accesso alle banchine sotterranee. La facciata della stazione è stata ridisegnata da Stanley Heaps, architetto della Underground Electric Railways Company of London, con la consulenza di Charles Holden; l'amministratore delegato Frank Pick si è raccomandato con Holden che tutte le facciate delle varie stazioni metropolitane fossero uniformi. Holden era l'architetto delle stazioni che stavano sorgendo lungo la linea C&SL, fino a Morden.
Prima che, nel 1938, Moorgate fosse allargata per includere scale mobili tra banchine interne alla stazione, Old Street veniva usata come principale interscambio tra la ferrovia Northern City e la ferrovia City & South London.
La connessione con la stazione di Finsbury Park è stata finalmente aperta nel novembre del 1976, anno in cui la ferrovia è diventata parte della rete di British Rail con servizi passanti per Hertford e Welwyn Garden City.
Old Street è stata utilizzata come rifugio antiaereo durante i blitz della seconda guerra mondiale; anche l'adiacente stazione di City Road, che era stata chiusa nel 1922, era stata riaperta per essere utilizzata come rifugio.
Nel 1968, la stazione è stata nuovamente modificata: il fabbricato viaggiatori in superficie è stato sostituito da una struttura sotterranea, al centro della rotatoria di Old Street, e un'altra scala mobile è stata installata. Nel 1990 gli effetti della corruzione causata dall'eccessiva acidità del suolo richiese un rivestimento di ghisa a sud della stazione.

## Strutture e impianti
Trattasi di una stazione sotterranea con 2 coppie di binari paralleli aventi una banchina a isola.

Solitamente, sul binario 3 viaggiano i treni in direzione nord (Welwyn Garden City o Stevenage), mentre sul 4 viaggiano i treni in direzione Moorgate.
La stazione rientra nella Travelcard Zone 1.

## Movimento
Old Street è servita dai treni della metropolitana di Londra, della linea Northern transitanti dalla diramazione di Bank.
La stazione è servita da otto coppie di treni di Great Northern Thameslink all'ora.

Con l'acquisizione da parte di Great Northern Thameslink della gestione del traffico sulla linea, a partire dal 2015, sono stati introdotti nuovi servizi nelle ore serali e nei fine settimana.

## Interscambi
Nelle vicinanze della stazione effettuano fermata numerose linee urbane automobilistiche, gestite da London Buses.
- Fermata autobus

## Galleria d'immagini

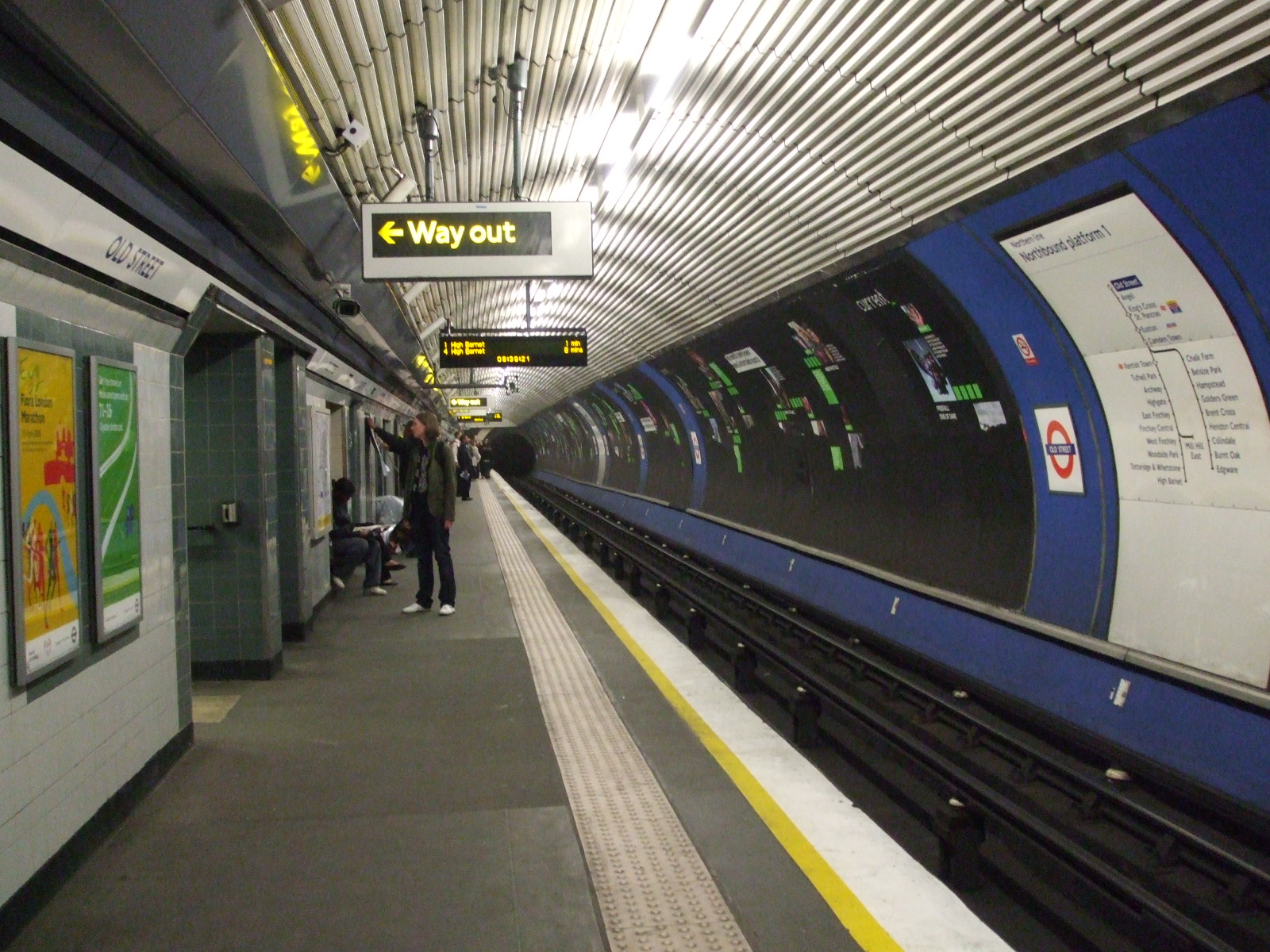
La piattaforma sulla linea Northern vista da nord.
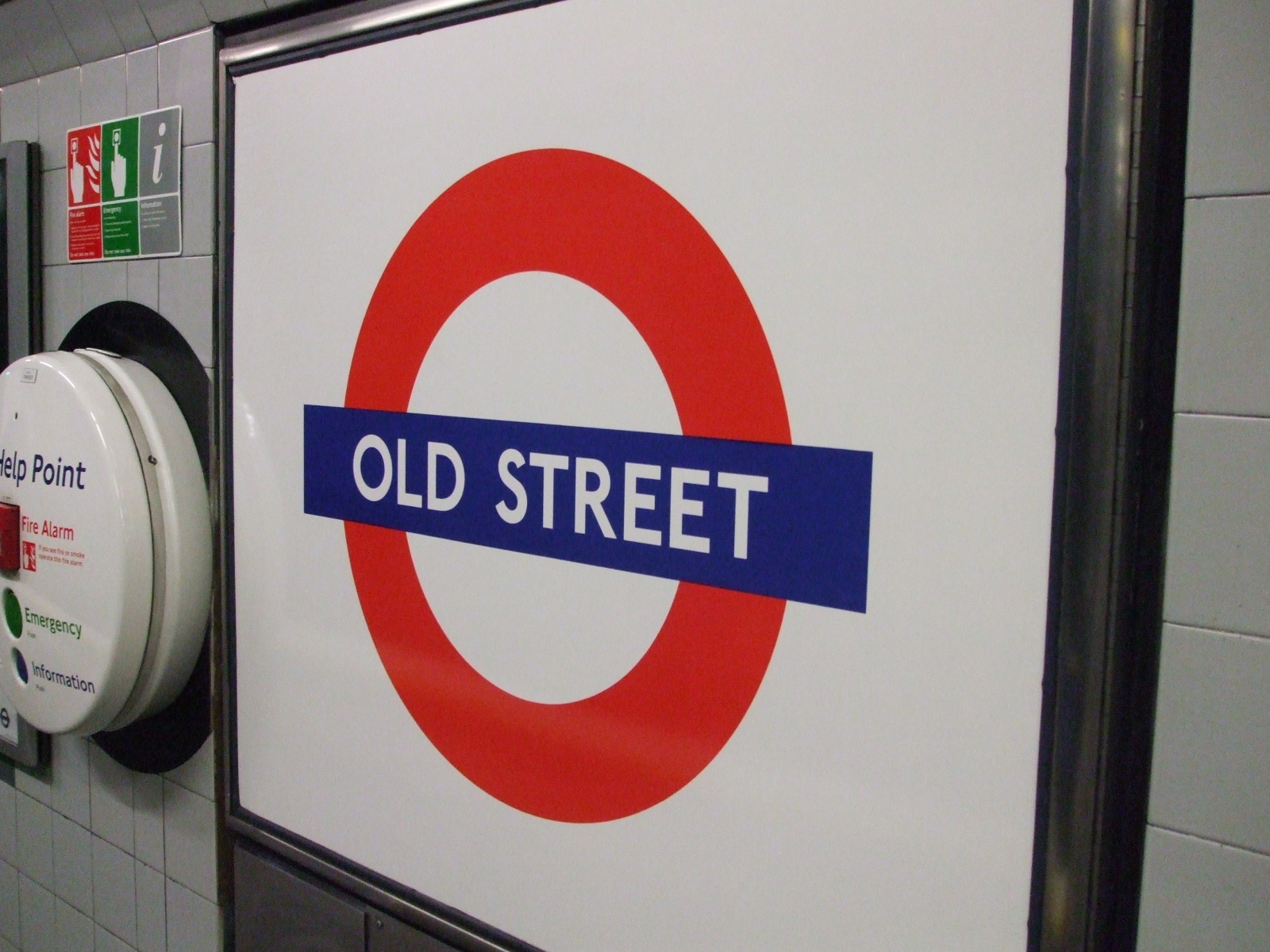
Un segnale sulla piattaforma settentrionale.